# Saraya (Senegal)
Saraya ist eine Stadt im Südosten des Senegal. Sie ist Präfektur des Départements Saraya in der Region Kédougou.

## Geographische Lage
Saraya liegt im Osten der Region Kédougou und ist die am weitesten von der Hauptstadt Dakar entfernte Départementspräfektur. Das Nachbarland Mali im Osten ist 42 km entfernt und bis Guinea im Süden sind es 50 km.

## Bevölkerung
Die Volkszählung 2013 ergab für die Stadt die Einwohnerzahl 2726.

## Verkehr
Zwar endet die Nationalstraße N 7 in der 55 km entfernten Stadt Kédougou, jedoch wurde von dort ausgehend im Zuge des transkontinentalen Fernstraßenprojektes Dakar-N’Djamena-Highway die Lücke bis zur malischen Nationalstraße N24 jenseits des Grenzflusses Falémé bei Koundam mit einer asphaltierten über Saraya führenden Autoroute geschlossen. Somit ist Saraya bestmöglich mit dem landesweiten Fernstraßennetz verbunden. 